# Enana Irregular de Sagitario
La galaxia Enana Irregular de Sagitario o SagDIG (Sagittarius Dwarf Irregular Galaxy en inglés) es una galaxia irregular que forma parte del Grupo Local y que se encuentra a 4,2 millones de años luz de la Tierra. Es una galaxia LSB (de bajo brillo superficial).
Imágenes obtenidas con el telescopio espacial Hubble, muestran que el cuerpo principal de SagDIG presenta unos complejos de formación estelar que cubren una fracción apreciable del área total de la galaxia. La presencia de un proceso de formación estelar dentro de una galaxia rica en gas como ésta hace de SagDIG un laboratorio excelente donde los científicos pueden comprobar las teorías actuales acerca de qué es lo que desencadena la creación de estrellas en galaxias aisladas.
Fue descubierta por Cesarsky et al. en una fotografía tomada para el ESO (B) Atlas el 13 de junio de 1977.
SagDIG no debe ser confundida con SagDEG, la galaxia Enana Elíptica de Sagitario, galaxia satélite de la Vía Láctea a solo 70 000 años luz de distancia.